# Territorio de Arizona
El Territorio de Arizona fue una entidad territorial de los Estados Unidos, de 1863 a 1912. Comprendía parte de los actuales estados de Nuevo México, Arizona y Nevada. En los Estados Confederados de América, esta subdivisión existió entre 1861 y 1862.
El territorio fue creado después de numerosos debates acerca de la división del territorio de Nuevo México. Durante la guerra civil estadounidense, los Estados Unidos y los Estados Confederados tenían diferentes motivos para dividir el territorio de Nuevo México. Cada uno reivindicaba un territorio llamado Arizona que era una parte del antiguo territorio de Nuevo México. Los dos territorios de Arizona jugaron un papel importante en la campaña occidental de la Guerra Civil.